# Pearceíta
La pearceíta es un mineral de la clase de los minerales sulfuros, y dentro de esta pertenece al llamado “grupo de la pearceíta”. Fue descubierta en 1896 en una mina de Aspen en el condado de Pitkin, en el estado de Colorado (EE. UU.), siendo nombrada así en honor de Richard Pearce, químico estadounidense. Sinónimos poco usados son: coronita o gouverneurita.

## Características químicas
Es un sulfuro arseniuro de cobre y plata, anhidro. Tiene tres politipos: pearceíta-M2a2b2c, pearceíta-T2ac y pearceíta-Tac. Como todos los del grupo de la pearceíta al que pertenece son sulfuros de cobre y plata.
Es el análogo con arsénico de la polibasita (Cu(Ag,Cu)6Ag9Sb2S11), con la que forma una serie de solución sólida, en la que la sustitución gradual del arsénico por antimonio va dando los distintos minerales de la serie.
Además de los elementos de su fórmula, suele llevar como impurezas: cinc, hierro y antimonio.

## Formación y yacimientos
Aparece en yacimientos de metales de origen hidrotermal, formada por metamorfismo a temperatura baja a media.
Suele encontrarse asociado a otros minerales como: acantita, plata nativa, proustita, cuarzo, barita o calcita.

## Usos
Se extrae como mena del cobre y plata.